# Duca
Duca（デュッカ）は、日本の女性歌手、作詞家。
Peak A Soul+に所属し、主に美少女ゲームの主題歌を歌っている。多くの楽曲で作詞も手掛けており、他の歌手（主にランティス関連）への歌詞提供も行っている。なお、シンガーソングライターのDucaとは別人である。

## ディスコグラフィ

### アルバム
- 1st『12 Stories』
  - 2008年9月30日発売（Peak A Soul+インターネット通販限定）
  - 予約特典として、9月5日までに注文した場合『夢遥か Piano Arrange Ver』のディスクが封入された。

| #   | タイトル               | 作詞     | 作曲・編曲 |
| --- | ---------------------- | -------- | ---------- |
| 1.  | 「a preface」          |          | 安瀬聖     |
| 2.  | 「アイの庭」           | Duca     | 安瀬聖     |
| 3.  | 「ひとひら」           | Duca     | 安瀬聖     |
| 4.  | 「アマオト」           | Duca     | 黒須克彦   |
| 5.  | 「happiness」          | 燕人     | 安瀬聖     |
| 6.  | 「ラムネ」             | 片岡とも | 安瀬聖[1]  |
| 7.  | 「散歩日和」           | Duca     | 安瀬聖     |
| 8.  | 「あした天気になあれ」 | Duca     | 黒須克彦   |
| 9.  | 「夢遥か」             | Duca     | 安瀬聖     |
| 10. | 「Aozora」             | 燕人     | 安瀬聖     |
| 11. | 「夜空」               | Duca     | 安瀬聖     |
| 12. | 「My Song」            | Duca     | 安瀬聖     |
| 13. | 「ありがとう」         | Duca     | 安瀬聖     |
| 14. | 「12 Stories」         | Duca     | 安瀬聖     |
| 15. | 「EverSpiral」         | Duca     | 安瀬聖     |
- 2nd『misty moon』
  - 2013年4月5日発売（Peak A Soul+インターネット通販限定）
  - 予約特典として、3月27日までに注文した場合『いろんなカタチ Piano Arrange Ver』のディスクが後日送付。

| 全作詞: Duca。 |                          |      |            |
| #              | タイトル                 | 作詞 | 作曲・編曲 |
| 1.             | 「ツナグミライ」         | Duca | 安瀬聖     |
| 2.             | 「恋せよ! 乙女」         | Duca | 安瀬聖     |
| 3.             | 「雨のちキミと晴れ模様」 | Duca | 黒須克彦   |
| 4.             | 「Only you」             | Duca | 黒須克彦   |
| 5.             | 「向日葵」               | Duca | 安瀬聖     |
| 6.             | 「Cafe」                 | Duca | 安瀬聖     |
| 7.             | 「クローバー」           | Duca | 安瀬聖     |
| 8.             | 「Platonic syndrome」    | Duca | 安瀬聖     |
| 9.             | 「こころの種」           | Duca | 安瀬聖     |
| 10.            | 「カラフルDiary」        | Duca | 安瀬聖     |
| 11.            | 「Love letter」          | Duca | 安瀬聖     |
| 12.            | 「いろんなカタチ」       | Duca | 安瀬聖     |
| 13.            | 「Snow wish」            | Duca | 安瀬聖     |
| 14.            | 「Lie」                  | Duca | 安瀬聖     |
| 15.            | 「風の唄」               | Duca | 安瀬聖     |
- 3rd『albero』
  - 2015年10月17日発売（Peak A Soul+）
  - 予約特典として『カラフルDiary Piano Arrange Ver』のディスクが後日送付。

| 全作詞: Duca。 |                      |      |          |            |
| #              | タイトル             | 作詞 | 作曲     | 編曲       |
| 1.             | 「甘い罠」           | Duca | chokix   | chokix     |
| 2.             | 「幸せのオトシモノ」 | Duca | ANZIE    | ANZIE      |
| 3.             | 「Welcome berry's」  | Duca | ANZIE    | ANZIE      |
| 4.             | 「また好きになる」   | Duca | ANZIE    | ANZIE      |
| 5.             | 「キミとなら」       | Duca | ANZIE    | ANZIE      |
| 6.             | 「snow crystal」     | Duca | ANZIE    | ANZIE      |
| 7.             | 「0～zero～」        | Duca | 宮崎京一 | 宮崎京一   |
| 8.             | 「I'm in the side」  | Duca | 増谷賢   | 増谷賢     |
| 9.             | 「ADABANA～仇華～」  | Duca | 戸田章世 | 東タカゴー |
| 10.            | 「Nothing」          | Duca | Duca     | 長田直之   |
| 11.            | 「恋想葬」           | Duca | 安瀬聖   | 安瀬聖     |
| 12.            | 「inertia world」    | Duca | ANZIE    | ANZIE      |
| 13.            | 「終わりのはじまり」 | Duca | 安瀬聖   | 安瀬聖     |
- 4th『ivy tone』
  - 2017年4月20日発売（Peak A Soul+インターネット通販限定）
  - 予約特典として『また好きになる Piano Arrange Ver』付属。

| 全作詞: Duca。 |                     |      |              |              |
| #              | タイトル            | 作詞 | 作曲         | 編曲         |
| 1.             | 「記憶×ハジマリ」   | Duca | 宮崎京一     | 宮崎京一     |
| 2.             | 「ナツコイ」        | Duca | 東タカゴー   | 東タカゴー   |
| 3.             | 「marry me?」       | Duca | ANZIE        | ANZIE        |
| 4.             | 「桜色の想い」      | Duca | ANZIE        | ANZIE        |
| 5.             | 「あいのうた」      | Duca | ANZIE        | ANZIE        |
| 6.             | 「雪の街 キミと」   | Duca | ANZIE        | ANZIE        |
| 7.             | 「ボク恋」          | Duca | ANZIE        | ANZIE        |
| 8.             | 「シアワセ定義」    | Duca | ANZIE        | ANZIE        |
| 9.             | 「Dreamer」         | Duca | ANZIE        | ANZIE        |
| 10.            | 「End of the Line」 | Duca | Duca         | 長田直之     |
| 11.            | 「Still」           | Duca | Meis Clauson | Meis Clauson |
| 12.            | 「君がいない明日」  | Duca | ANZIE        | ANZIE        |
| 13.            | 「Wishing you」     | Duca | ANZIE        | ANZIE        |
- 5th『whisper grain』
  - 2018年5月1日発売（Peak A Soul+インターネット通販限定）
  - 予約特典として『Dreamer Piano Arrange Ver』付属。

| #   | タイトル             | 作詞    | 作曲       | 編曲       |
| --- | -------------------- | ------- | ---------- | ---------- |
| 1.  | 「約束」             | Duca    | ANZIE      | ANZIE      |
| 2.  | 「Dear」             | Duca    | 安瀬聖     | 安瀬聖     |
| 3.  | 「キミガスキ」       | Duca    | 安瀬聖     | 安瀬聖     |
| 4.  | 「愛しいキズナ」     | Duca    | ANZIE      | ANZIE      |
| 5.  | 「深愛」             | Duca    | ANZIE      | ANZIE      |
| 6.  | 「キミの大きな手」   | Duca    | 安瀬聖     | 安瀬聖     |
| 7.  | 「1/5」              | Duca    | 東タカゴー | 東タカゴー |
| 8.  | 「Are you Ready!」   | Duca    | Nekusam    | Nekusam    |
| 9.  | 「I wish…」          | yozuca* | 東タカゴー | 東タカゴー |
| 10. | 「恋するまでの時間」 | Duca    | chokix     | chokix     |
| 11. | 「Pain」             | Duca    | 竹下智博   | 竹下智博   |
| 12. | 「叶えたい未来」     | Duca    | Nekusam    | Nekusam    |
| 13. | 「Aria」             | Duca    | ANZIE      | ANZIE      |
| 14. | 「遠い空へ」         | Duca    | 安瀬聖     | 安瀬聖     |
- 6th『mellow』
  - 2019年9月15日発売（Peak A Soul+インターネット通販限定）
  - 予約特典として『こころの種 Piano Arrange Ver』付属。

| #   | タイトル                       | 作詞       | 作曲         | 編曲         |
| --- | ------------------------------ | ---------- | ------------ | ------------ |
| 1.  | 「water parade」               | -          | 安瀬聖       | 安瀬聖       |
| 2.  | 「Summer Amulet」              | 桑島由一   | ANZIE        | ANZIE        |
| 3.  | 「Fate Line」                  | Duca       | ANZIE        | ANZIE        |
| 4.  | 「Golden Route」               | 天ヶ咲麗   | ウミガメ     | ウミガメ     |
| 5.  | 「ネコイチ」                   | Duca       | Scuderia K   | Scuderia K   |
| 6.  | 「フタリ」                     | Duca       | 長田直之     | 長田直之     |
| 7.  | 「sesame」                     | Duca       | 東タカゴー   | 東タカゴー   |
| 8.  | 「eyes to eyes」               | Duca       | chokix       | chokix       |
| 9.  | 「innocent Desire」            | 白矢たつき | 竹下智博     | 竹下智博     |
| 10. | 「どうしようもない哀しい夜は」 | Duca       | 安瀬聖       | 安瀬聖       |
| 11. | 「Coin」                       | Duca       | ANZIE        | ANZIE        |
| 12. | 「運命の刻」                   | Duca       | ANZIE        | ANZIE        |
| 13. | 「Blue」                       | Duca       | Meis Clauson | Meis Clauson |
| 14. | 「キミへ贈るメロディー」       | Duca       | ANZIE        | ANZIE        |
- 7th『Annual ring』
  - 2022年5月25日発売予定（Peak A Soul+インターネット通販限定）
  - 予約特典として『キミの大きな手 Piano Arrange Ver』付属。

### ベストアルバム
- 1st『Duca Works Best』
  - 2012年1月25日発売（TEAM Entertainment）

| #   | タイトル                                               | 作詞                    | 作曲・編曲                 |
| --- | ------------------------------------------------------ | ----------------------- | -------------------------- |
| 1.  | 「二人色」                                             | 中山マミ                | 内藤侑史&山田屋カズ（BAL） |
| 2.  | 「Square of the Moon」                                 | HIRO・Duca              | Shade                      |
| 3.  | 「Revolution!」                                        | 神代あみ                | 内藤侑司&山田屋カズ（BAL） |
| 4.  | 「光の溢れるときには」                                 | yozakura                | SYUN12                     |
| 5.  | 「星に想いを夜に願いを」                               | 木村ころや              | 坂井鳴人                   |
| 6.  | 「コイノハナ」                                         | 日山尚                  | HIR                        |
| 7.  | 「恋をしよーよ (Duca ver.)」(コーラス：Rita&茶太)      | 澄田まお                | ぺーじゅん                 |
| 8.  | 「Temptation (Duca ver.)」                             | 澄田まお                | Dani                       |
| 9.  | 「カラフル」                                           | TOY（Studio Primitive） | TOY（Studio Primitive）    |
| 10. | 「たいせつなきみのために、ぼくにできるいちばんのこと」 | 玉沢円                  | 内藤侑史&山田屋カズ（BAL） |
| 11. | 「蕾」                                                 | Duca                    | 安瀬聖                     |
| 12. | 「Melody」                                             | Duca                    | 伊藤賢治                   |
- 2nd『Duca Works Best 2』
  - 2014年5月28日発売（TEAM Entertainment）

| #   | タイトル                   | 作詞             | 作曲                       | 編曲                       |
| --- | -------------------------- | ---------------- | -------------------------- | -------------------------- |
| 1.  | 「ニブルヘイム」           | marie            | MANYO                      | MANYO                      |
| 2.  | 「Brand-New World」        | Minao Ohse       | おおくまけんいち           | おおくまけんいち           |
| 3.  | 「君がいてくれたから」     | 澄田まお         | 増谷賢                     | 増谷賢                     |
| 4.  | 「夢の通り道」             | iyuna (solfa)    | iyuna (solfa)              | iyuna (solfa)              |
| 5.  | 「COLD BUTTERFLY」         | 丘野塔也         | どんまる                   | jAcKp☆TrASH                |
| 6.  | 「Save the Tale」          | 魁               | 竹下智博                   | 竹下智博                   |
| 7.  | 「candy♡girl (Duca ver.)」 | yozuca*          | 胸元優                     | 胸元優                     |
| 8.  | 「タイムカプセル」         | Duca             | 東タカゴー                 | 東タカゴー                 |
| 9.  | 「久遠の夢」               | 天ヶ咲麗 (solfa) | iyuna (solfa)              | iyuna (solfa)              |
| 10. | 「祈りの虹」               | marie            | MANYO                      | MANYO                      |
| 11. | 「僕らの日々」             | Duca             | 内藤侑史&山田屋カズ（BAL） | 内藤侑史&山田屋カズ（BAL） |
| 12. | 「ことば旅行」             | Duca             | Duca                       | 戸田章世                   |
- 3rd『Duca Works Best 3』
  - 2016年8月31日発売（TEAM Entertainment）
  - とらのあな店舗特典として、先着で『8P楽曲解説ブックレット』付属。

| #   | タイトル                                   | 作詞           | 作曲                        | 編曲                        |
| --- | ------------------------------------------ | -------------- | --------------------------- | --------------------------- |
| 1.  | 「観覧車～あの日と、昨日と今日と明日と～」 | 玉沢円         | Meis Clauson                | Meis Clauson                |
| 2.  | 「ロケット☆ライド」                        | SHO(キセノンP) | SHO(キセノンP)              | SHO(キセノンP)              |
| 3.  | 「Passion」                                | 中山♡マミ      | Meis Clauson                | Meis Clauson                |
| 4.  | 「赤い薔薇、銀色の月」                     | 玉沢円         | ユージ・ナイトー&山田屋カズ | ユージ・ナイトー&山田屋カズ |
| 5.  | 「恋をしようよ Let it snow」               | 桑島由一       | 松本文紀                    | 松本文紀                    |
| 6.  | 「My First Love」                          | 中山♡マミ      | Meis Clauson                | Meis Clauson                |
| 7.  | 「My Darling」                             | 澄田まお       | 折倉俊則                    | 折倉俊則                    |
| 8.  | 「Confession Eve」                         | 澄田まお       | 折倉俊則                    | 折倉俊則                    |
| 9.  | 「Make a Wish」                            | にっし～       | ANZE HIJIRI                 | ANZE HIJIRI                 |
| 10. | 「優しい雨」                               | Duca           | Duca                        | なるけみちこ                |
| 11. | 「アイオライト」                           | U              | 藤間仁（Elements Garden）   | 藤間仁（Elements Garden）   |
| 12. | 「しあわせの場所」                         | にっし～       | ANZE HIJIRI                 | ANZE HIJIRI                 |
- 4th『Duca Works 15th Anniversary BEST』
  - 2018年10月24日発売（TEAM Entertainment）

| #   | タイトル                                               | 作詞             | 作曲                       | 編曲                       |
| --- | ------------------------------------------------------ | ---------------- | -------------------------- | -------------------------- |
| 1.  | 「二人色」                                             | 中山マミ         | 内藤侑史&山田屋カズ（BAL） | 内藤侑史&山田屋カズ（BAL） |
| 2.  | 「Revolution!」                                        | 神代あみ         | 内藤侑司&山田屋カズ（BAL） | 内藤侑司&山田屋カズ（BAL） |
| 3.  | 「Square of the Moon」                                 | HIRO・Duca       | Shade                      | Shade                      |
| 4.  | 「My First Love」                                      | 中山♡マミ        | Meis Clauson               | Meis Clauson               |
| 5.  | 「Brand-New World」                                    | Minao Ohse       | おおくまけんいち           | おおくまけんいち           |
| 6.  | 「Make a Wish」                                        | にっし〜         | 安瀬聖                     | 安瀬聖                     |
| 7.  | 「恋をしようよ Let it snow」                           | 桑島由一         | 松本文紀                   | 松本文紀                   |
| 8.  | 「蕾」                                                 | Duca             | 安瀬聖                     | 安瀬聖                     |
| 9.  | 「観覧車～あの日と、昨日と今日と明日と～」             | 玉沢円           | Meis Clauson               | Meis Clauson               |
| 10. | 「ロケット☆ライド」                                    | SHO（キセノンP） | SHO（キセノンP）           | SHO（キセノンP）           |
| 11. | 「COLD BUTTERFLY」                                     | 丘野塔也         | どんまる                   | jAcKp☆TrASH                |
| 12. | 「たいせつなきみのために、ぼくにできるいちばんのこと」 | 玉沢円           | 内藤侑史&山田屋カズ (BAL)  | 内藤侑史&山田屋カズ (BAL)  |
| 13. | 「Save the Tale」                                      | 魁               | 竹下智博                   | 竹下智博                   |
| 14. | 「しあわせの場所」                                     | にっし〜         | 安瀬聖                     | 安瀬聖                     |
| 15. | 「アイオライト」                                       | U                | 藤間仁（Elements Garden）  | 藤間仁（Elements Garden）  |
| 16. | 「Autograph」                                          | Duca             | MANYO                      | MANYO                      |

### ライブアルバム
- 1st『Duca LiveAlive Forever』
  - 2013年8月7日発売（TEAM Entertainment）

| #   | タイトル              | 作詞 | 作曲・編曲 |
| --- | --------------------- | ---- | ---------- |
| 1.  | 「Snow wish」         |      |            |
| 2.  | 「Revolution!」       |      |            |
| 3.  | 「Aozora」            |      |            |
| 4.  | 「アイの庭」          |      |            |
| 5.  | 「いろんなカタチ」    |      |            |
| 6.  | 「happiness」         |      |            |
| 7.  | 「Dear」              |      |            |
| 8.  | 「Platonic syndrome」 |      |            |
| 9.  | 「Cafe」              |      |            |
| 10. | 「夢遥か」            |      |            |
| 11. | 「夜空」              |      |            |
| 12. | 「クローバー」        |      |            |
| 13. | 「Love letter」       |      |            |
| 14. | 「散歩日和」          |      |            |
| #  | タイトル                | 作詞 | 作曲・編曲 |
| -- | ----------------------- | ---- | ---------- |
| 1. | 「フタリ」              |      |            |
| 2. | 「蕾」                  |      |            |
| 3. | 「あした天気になあれ」  |      |            |
| 4. | 「二人色」              |      |            |
| 5. | 「ありがとう」          |      |            |
| 6. | 「祈りの虹」            |      |            |
| 7. | 「ツナグミライ」        |      |            |
| 8. | 「こころの種 -encore-」 |      |            |
| 9. | 「アマオト-encore-」    |      |            |
- 2nd『Duca LiveAlive ever after』
  - 2015年2月25日発売（TEAM Entertainment）

| #   | タイトル              | 作詞 | 作曲・編曲 |
| --- | --------------------- | ---- | ---------- |
| 1.  | 「ニブルヘイム」      |      |            |
| 2.  | 「Brand-New World」   |      |            |
| 3.  | 「アマオト」          |      |            |
| 4.  | 「二人色」            |      |            |
| 5.  | 「恋せよ!乙女」       |      |            |
| 6.  | 「桜色の想い」        |      |            |
| 7.  | 「Lie」               |      |            |
| 8.  | 「COLD BUTTERFLY」    |      |            |
| 9.  | 「幸せのオトシモノ」  |      |            |
| 10. | 「Platonic syndrome」 |      |            |
| #   | タイトル                                               | 作詞 | 作曲・編曲 |
| --- | ------------------------------------------------------ | ---- | ---------- |
| 1.  | 「たいせつなきみのために、ぼくにできるいちばんのこと」 |      |            |
| 2.  | 「手紙」                                               |      |            |
| 3.  | 「夢遥か」                                             |      |            |
| 4.  | 「夜空」                                               |      |            |
| 5.  | 「風の唄」                                             |      |            |
| 6.  | 「カラフルDiary」                                      |      |            |
| 7.  | 「キミの大きな手」                                     |      |            |
| 8.  | 「Save the Tale」                                      |      |            |
| 9.  | 「ラムネ」                                             |      |            |
| 10. | 「Ever spiral」                                        |      |            |
| 11. | 「観覧車 〜あの日と、昨日と、今日と、明日と〜」        |      |            |
- 3rd『Duca LiveAlive Regression』
  - 2018年10月24日発売（TEAM Entertainment）

| #   | タイトル            | 作詞 | 作曲・編曲 |
| --- | ------------------- | ---- | ---------- |
| 1.  | 「Ever spiral」     |      |            |
| 2.  | 「ありがとう」      |      |            |
| 3.  | 「蕾」              |      |            |
| 4.  | 「Dreamer」         |      |            |
| 5.  | 「タイムカプセル」  |      |            |
| 6.  | 「My First Love」   |      |            |
| 7.  | 「marry me?」       |      |            |
| 8.  | 「Snow wish」       |      |            |
| 9.  | 「Innocent Desire」 |      |            |
| 10. | 「夜空」            |      |            |
| 11. | 「アイの庭」        |      |            |
| #   | タイトル                                                                                           | 作詞 | 作曲・編曲 |
| --- | -------------------------------------------------------------------------------------------------- | ---- | ---------- |
| 1.  | 「ことば旅行」                                                                                     |      |            |
| 2.  | 「手紙」                                                                                           |      |            |
| 3.  | 「happiness」                                                                                      |      |            |
| 4.  | 「しあわせの場所」                                                                                 |      |            |
| 5.  | 「向日葵」                                                                                         |      |            |
| 6.  | 「I'm in the side」                                                                                |      |            |
| 7.  | 「こころの種」                                                                                     |      |            |
| 8.  | 「深愛」                                                                                           |      |            |
| 9.  | 「約束」                                                                                           |      |            |
| 10. | 「遠い空へ」                                                                                       |      |            |
| 11. | 「Medley」(1.観覧車〜あの日と、昨日と今日と明日と〜 2.ロケット☆ライド 3.アマオト 4.コイイロセカイ) |      |            |

## ゲーム主題歌
2003年
- アイコン〜Icon〜（bellybell）
  - 『EverSpiral』（作詞：Duca、作曲・編曲：安瀬聖）

2004年
- ウルトラ魔法少女まなな（アリスソフト）
  - 『Blue Planet』（作詞：Duca、作曲・編曲：安瀬聖）
- ラムネ（ねこねこソフト）
  - 『ラムネ』（作詞：片岡とも、作曲：安瀬聖、編曲：原田勝通）
- ALICEの館7（アリスソフト）
  - 『Square of the Moon』（作詞：HIRO・Duca、作曲・編曲：Shade）
    - 付属のサウンドトラックCD『ALICE SOUND COLLECTION VII ～re_birth～』に収録（原曲は同社のRPG『夜が来る!』エンディングBGMのヴォーカルアレンジ）。

2006年
- ワンコとリリー (CUFFS)
  - 『散歩日和』（作詞：Duca、作曲・編曲：安瀬聖）
- 萌・エ・ロ鬼ィちゃん (Le.Chocolat)
  - 『雨のちキミと晴れ模様』（作詞：Duca、作曲・編曲：黒須克彦）

2007年
- 夢見師（H℃）
  - 『星に想いを夜に願いを』（作詞：木村ころや、作曲：坂井鳴人）
- アメサラサ 〜雨と、不思議な君に、恋をする〜 (CUFFS)
  - 『アマオト』（作詞：Duca、作曲・編曲：黒須克彦）
  - 『七色の空』（作詞：Duca、作曲：黒須克彦、編曲：chokix）
- つくとり (rúf)
  - 『ひとひら』（作詞：Duca、作曲・編曲：安瀬聖）
  - 『ありがとう』（作詞：Duca、作曲・編曲：安瀬聖）
- おにいちゃんだぁいすき! 〜LOVE? or LIKE?〜 (CUFFS)
  - 『向日葵』（作詞:Duca、作曲・編曲：安瀬聖）
- Purely 〜その狭い青空を見上げて〜 (RUNE)
  - 『Aozora』（作詞：燕人、作曲・編曲：安瀬聖）
  - 『happiness』（作詞：燕人、作曲・編曲：安瀬聖）
- 熱帯低気圧少女 (Nine's fox)
  - 『あした天気になあれ』（作詞：Duca、作曲・編曲：黒須克彦）

2008年
- Garden (CUFFS)
  - 『アイの庭』（作詞：Duca、作曲・編曲：安瀬聖）
  - 『夢遥か』（作詞：Duca、作曲・編曲：安瀬聖）

2009年
- Canvas3 〜白銀のポートレート〜 (F&C FC01)
  - 『蕾』（作詞：Duca、作曲・編曲：安瀬聖）
- Princess Party 〜プリンセスパーティー〜 (CIRCUS)
  - 『青×春☆』（作詞：Duca、作曲：Aki-zo、編曲：東タカゴー）
- 夏ノ雨 (CUBE)
  - 『Platonic syndrome』（作詞：Duca、作曲・編曲：安瀬聖）
  - 『Love letter』（作詞：Duca、作曲・編曲：安瀬聖）
- ハルカナソラ (Sphere)
  - 『フタリ』（作詞：Duca、作曲・編曲：東タカゴー）
- 令嬢の監獄 (Gash)
  - 『甘い罠』（作詞：Duca、作曲・編曲：chokix）

2010年
- 乙女恋心プリスター (Escu:de)
  - 『カラフル』（作詞・作曲・編曲：TOY (Studio Primitive)）
- 恋色空模様（すたじお緑茶）
  - 『二人色』（作詞：中山マミ、作曲・編曲：内藤侑史&山田屋カズ (BAL)）
  - 『Revolution!』（作詞：神代あみ、作曲・編曲：内藤侑司&山田屋カズ (BAL)）
- 超時空爆恋物語 〜door☆pi☆chu〜 (PrimRose)
  - 『NOn-NOno-NOnoN ドア・ピッ・チュ!』（作詞・作曲・編曲：lotta）
  - 『キス!? キッス!? キス!? キッス!? フワフワ』（作詞：Duca、作曲・編曲：Scuderia M）
- うたてめぐり (FLAT)
  - 『I S I』（作詞・作曲：Pianos DauGe）
  - 『光の溢れるときには』（作詞：yozakura、作曲：SYUN12）
- さくらビットマップ (HOOKSOFT)
  - 『コイノハナ』（作詞：日山尚、作曲・編曲：HIR）
  - 『恋をしよーよ』（作詞：澄田まお、作曲：編曲：ぺーじゅん）
- なないろ航路 (Journey)
  - 『手紙』（作詞：Duca、作曲・編曲：安瀬聖）
- flourish 〜from iyunaline to solfa3〜
  - 『夢の通り道』（作詞・作曲・編曲：iyuna）
- heart to heart 〜from iyunaline to solfa2〜
  - 『No.51』（作詞・作曲・編曲：iyuna）
- 僕はキミだけを見つめる（れいんどっぐ）
  - 『Only you』（作詞：Duca、作曲・編曲：黒須克彦)
- Albina -Assorted Kudwaf Songs-
  - 『アルビナ』（作詞：魁、作曲・編曲：清水準一)

2011年
- With Ribbon (HULOTTE)
  - 『Dear』（作詞：Duca、作曲・編曲：安瀬聖）
  - 『たからもの』（作詞：Duca、作曲・編曲：安瀬聖）
- デュエリスト×エンゲージ（プラリネ）
  - 『Snow wish』（作詞：Duca、作曲・編曲：安瀬聖）
  - 『With you』（作詞：Duca、作曲・編曲：安瀬聖）
- CAFE SOURIRE (CUFFS)
  - 『こころの種』（作詞：Duca、作曲・編曲：安瀬聖）
  - 『Cafe』（作詞：Duca、作曲・編曲：安瀬聖）
- your diary (CUBE)
  - 『Clover』（作詞：Duca、作曲・編曲：安瀬聖）
  - 『カラフル Diary』（作詞：Duca、作曲・編曲：安瀬聖）
- らぶ2Quad（ま〜まれぇど）
  - 『Temptation』（作詞：澄田まお、作曲・編曲：Dani、歌：Rita&Duca）
- たいせつなきみのために、ぼくにできるいちばんのこと（だんでらいおん）
  - 『たいせつなきみのために、ぼくにできるいちばんのこと』（作詞：玉沢円、作曲・編曲：内藤侑史&山田屋カズ (BAL)）
- 恋色空模様 after happiness and extra hearts (すたじお緑茶)
  - 『フルスロットルHeart』（作詞：AlAi、作曲・編曲：内藤侑史&山田屋カズ（BAL）、歌：Duca&AiRI）
  - 『僕らの日々』（作詞：Duca、作曲・編曲：内藤侑史&山田屋カズ (BAL)）
- ChuSingura46+1 -忠臣蔵46+1-（れいんどっぐ）
  - 『ADABANA 〜仇華〜』（作詞：Duca、作曲：戸田章世、編曲：東タカゴー）
  - 『終わりのはじまり』（作詞：Duca、作曲・編曲：安瀬聖）
- VenusBlood -ABYSS- (Dual Tail)
  - 『久遠の夢』（solfa feat. Duca）

2012年
- 虹翼のソレイユ -vii's World- (SkyFish)
  - 『ニブルヘイム』（作詞：marie、作曲・編曲：MANYO (LittleWing)）
  - 『祈りの虹』（作詞：marie、作曲・編曲：MANYO (LittleWing)）
- イモウトノカタチ (Sphere)
  - 『いろんなカタチ』（作詞：Duca、作曲・編曲：安瀬聖）
  - 『ツナグミライ』（作詞：Duca、作曲・編曲：安瀬聖）
- あなたの事を好きと言わせて（プラリネ）
  - 『キミガスキ』（作詞：Duca、作曲・編曲：安瀬聖）
  - 『キミの大きな手』（作詞：Duca、作曲・編曲：安瀬聖）
- 倉野くんちのふたご事情 (CUBE)
  - 『絶対Darli'n』（作詞：Duca、作曲・編曲：ANZIE）
  - 『大好きだよ』（作詞：Duca、作曲・編曲：ANZIE）
- 彼女と俺と恋人と。 (PULLTOP LATTE)
  - 『シアワセ定義』（作詞：Duca、作曲・編曲：ANZIE）
  - 『愛しいキズナ』（作詞：Duca、作曲・編曲：ANZIE）

2013年
- この大空に、翼をひろげて FLIGHT DIARY (PULLTOP)
  - 『Brand-New World』（作詞：Minao Ohse、作曲・編曲：おおくまけんいち）
- 恋せよ!!妹番長 (Latte)
  - 『恋せよ! 乙女』（作詞：Duca、作曲・編曲：ANZIE）
- ゆめいろアルエット! (mana)
  - 『Save the Tale』（作詞：魁、作曲・編曲：竹下智博）
- Berry's (Sphere)
  - 『Welcome☆Berry's』（作詞：Duca、作曲・編曲：ANZIE）
  - 『また好きになる』（作詞：Duca、作曲・編曲：ANZIE）
- yes, your highness（ひまわり）
  - 『赤い薔薇、銀色の月』（作詞：玉沢円、作曲・編曲：ユージ・ナイトー&山田屋カズ (BAL)）
- めぐる季節の約束と、つないだその手のぬくもりと（だんでらいおん）
  - 『観覧車 〜あの日と、昨日と、今日と、明日と〜』（作詞：玉沢円、作曲・編曲：Meis Clauson）
- 聖娼女 〜性奴育成学園〜 (Frill)
  - 『COLD BUTTERFLY』（作詞：丘野塔也、作曲：どんまる、編曲：jAcKp☆TrASH）
- 星ノ音サンクチュアリ（ま〜まれぇど）
  - 『スターライン』（作詞：天ヶ咲麗、作曲・編曲：橋咲透）
- your diary+（アルケミスト）
  - 『幸せのオトシモノ』（作詞：Duca、作曲・編曲：ANZIE）
  - 『キミとなら』（作詞：Duca、作曲・編曲：ANZIE）
- 桜舞う乙女のロンド (ensemble)
  - 『桜色の想い』（作詞：Duca、作曲・編曲：ANZIE）
  - 『Story』（作詞：Duca、作曲・編曲：ANZIE）
- 妹のおかげでモテすぎてヤバい。 (HULOTTE)
  - 『ボク恋』（作詞：Duca、作曲・編曲：ANZIE）
- solfa works best album「chronicle 〜cat side〜」
  - 『ひとひら　ゆらゆらり』（作詞・作曲・編曲：iyuna）

2014年
- MeltyMoment -メルティモーメント- (HOOKSOFT)
  - 『君がいてくれたから』 （作詞：澄田まお、作曲・編曲：増谷賢）
- 恋する夏のラストリゾート (PULLTOP LATTE)
  - 『太陽と君と』（作詞：Duca、作曲・編曲：ANZIE）
  - 『Eden's healing』（作詞：Duca、作曲・編曲：東タカゴ―）
- Golden Marriage (emsemble)
  - 『marry me?』（作詞：Duca、作曲・編曲：ANZIE）
- your diary+H (CUBE)
  - 『Wishing you』（作詞：Duca、作曲・編曲：ANZIE）
- スクランブル・ラバーズ (Aries)
  - 『My First Love』（作詞：中山♡マミ、作曲・編曲：Meis Clauson）
- こいなか -小田舎で初恋×中出しセクシャルライフ- (eRONDO)
  - 『シアワセのハジマリ』（作詞：Duca、作曲・編曲：MASA）
- 星織ユメミライ (tone work's)
  - 『Make a Wish』（作詞：にっし〜、作曲・編曲：安瀬聖）
  - 『しあわせの場所』（作詞：にっし〜、作曲・編曲：安瀬聖）
- あの晴れわたる空より高く（チュアブルソフト）
  - 『ロケット☆ライド』（作詞・作曲・編曲：SHO（キセノンP））
- 彼女と俺と、恋するリゾート 〜彼女と俺と恋人と。 & 恋する夏のラストリゾートWファンディスク〜 (PULLTOP LATTE)
  - 『シアワセsummer』（作詞：Duca、作曲・編曲：ANZIE）
- 乙女が奏でる恋のアリア（ensemble）
  - 『Aria』（作詞：Duca、作曲・編曲：ANZIE）
  - 『キミとメロディ』（作詞：Duca、作曲・編曲：Nekusam）
- 恋する彼女の不器用な舞台 (CUBE)
  - 『Dreamer』（作詞：Duca、作曲・編曲：ANZIE）
  - 『叶えたい未来』（作詞：Duca、作曲・編曲：Nekusam）
- アマカノ（あざらしそふと）
  - 『snow crystal』（作詞：Duca、作曲・編曲：ANZIE）
- ヒマワリと恋の記憶 (MORE)
  - 『恋の記憶』（作詞：ジェームズ伊達、作曲：北澤伸一郎、編曲：北澤伸一郎 / セクシー大統領）
- CROSS†CHANNEL -FINAL COMPLETE- (CROSS†CHANNEL)
  - 『inertia world』（作詞：Duca、作曲・編曲：ANZIE）

2015年
- ゆきこいめると（フロントウイング）
  - 『恋をしようよ』（作詞：桑島由一、作曲・編曲：松本文紀）
- Golden Marriage -Jewel Days- (ensemble)
  - 『Jewel Days』（作詞：Duca、作曲・編曲：lotta）
  - 『メグル merry-go-round』（作詞・作曲：Nekusam）
- 百花繚乱エリクシル 〜Record of Torenia Revival〜（AXL、加賀クリエイト）
  - 『未来トラベリング』（作詞：天ヶ咲麗、作曲・編曲：橋咲透）
- ピュア×コネクト (SMEE)
  - 『My Darling』（作詞：澄田まお、作曲・編曲：折倉俊則）
- 乙女が奏でる恋のアリア〜君に捧げるアンコール〜 (ensemble)
  - 『想いのハーモニー』（作詞：Duca、作曲・編曲：Nekusam）
  - 『恋のAria』（作詞：Duca、作曲・編曲：戸田章世）
- 恋×シンアイ彼女 (Us:track)
  - 『記憶×ハジマリ』（作詞：Duca、作曲・編曲：宮崎京一）
- コドモノアソビ (Lump of Sugar)
  - 『Passion』（作詞：中山♥マミ、作曲・編曲：Meis Clauson）
- 果つることなき未来ヨリ（フロントウイング）
  - 『アイオライト』（作詞：U、作曲・編曲：藤間仁）
- 恋する気持ちのかさねかた (ensemble)
  - 『恋するまでの時間』（作詞：Duca、作曲・編曲：chokix）
  - 『かさねた気持ち』（作詞：Duca、作曲・編曲：chokix）
  - 『eternal』（作詞：Duca、作曲・編曲：Nekusam）
- 嫁探しが捗りすぎてヤバい。(Hulotte)
  - 『約束』（作詞：Duca、作曲・編曲：ANZIE）
  - 『想い出のパズル』（作詞：Duca、作曲・編曲：ANZIE）
- アマカノ 〜Second Season〜（あざらしそふと）
  - 『雪の街 キミと』（作詞：Duca、作曲・編曲：ANZIE）
  - 『snow crystal～Acoustic Arrange～』（作詞：Duca、作曲・編曲：ANZIE）
- ピュア×コネクト ドラマCD それぞれの告白前夜（SMEE）
  - 『Confession Eve』（作詞：澄田まお、作曲・編曲：折倉俊則）

2016年
- 間宮くんちの五つ子事情（CUBE）
  - 『1/5』（作詞：Duca、作曲・編曲：東タカゴー）
  - 『シアワセの理由』（作詞：Duca、作曲・編曲：宮崎京一）
- 乙女が彩る恋のエッセンス（ensemble）
  - 『笑顔のレシピ』（作詞：Duca、作曲・編曲：Nekusam）
  - 『イロドリ』（作詞：Duca、作曲・編曲：chokix）
- あなたをオトコにしてあげる!（チュアブルソフト）
  - 『灼熱 Heart Beat』（歌：solfa feat.Duca、作詞：天ヶ咲麗、作曲・編曲：橋咲透）
- タラレバ 〜as in What if stories〜（Aries）
  - 『be confidence』（作詞：中山マミ、作曲・編曲：Meis Clauson）
- 恋する気持ちのかさねかた 〜かさねた想いをずっと〜（ensemble）
  - 『恋するletter』（作詞：Duca、作曲・編曲：Nekusam）
  - 『かさなるココロ』（作詞：Duca、作曲・編曲：chokix）
- 銀色、遥か（tone work's）
  - 『beloved story』（作詞：にっし～、作曲・編曲：Meis Clauson）
  - 『コイイロセカイ』（作詞：にっし～、作曲・編曲：Meis Clauson）
- 夏彩恋唄（すたじお緑茶）
  - 『ナツコイ』（作詞：Duca、作曲・編曲：東タカゴー）
- 乙女が彩る恋のエッセンス 〜笑顔で織りなす未来〜（ensemble）
  - 『キミと…』（作詞：Duca、作曲・編曲：ANZIE）
  - 『Hello,Future!』（作詞：Duca、作曲・編曲：ANZIE）
- アマカノ+（あざらしそふと）
  - 『あいのうた』（作詞：Duca、作曲・編曲：ANZIE）

2017年
- 人気声優のつくりかた（MintCUBE）
  - 『Say to you』（作詞：Duca、作曲・編曲：chokix）
- 神頼みしすぎて俺の未来がヤバい。（Hulotte）
  - 『Fate Line』（作詞：Duca、作曲・編曲：ANZIE）
  - 『キミのオト』（作詞：Duca、作曲・編曲：ANZIE）
- 想いを捧げる乙女のメロディー（ensemble）
  - 『eyes to eyes』（作詞：Duca、作曲・編曲：chokix）
  - 『キミへ贈るメロディー』（作詞：Duca、作曲・編曲：ANZIE）
- ネコぱらvol.3 ネコたちのアロマティゼ（NEKO WORKs）
  - 『ネコイチ』（作詞：Duca、作曲・編曲：Scuderia K）
  - 『Growing』（作詞：Duca、作曲・編曲：Scuderia K）
- お嬢様は素直になれない（ensemble）
  - 『内緒のホント』（作詞：Duca、作曲・編曲：chokix）
  - 『Blooming』（作詞：Duca、作曲・編曲：ANZIE）
  - 『想いの花束』（作詞：Duca、作曲・編曲：chokix）
- 三色△絵恋（西山居）
  - 『Tricolour Lovestory』（作詞：仲村芽衣子、作曲・編曲：丸山公詳）
- ヤミと祝祭のサンクチュアリ（あざらしそふと零）
  - 『運命の刻』（作詞：Duca、作曲・編曲：ANZIE）
  - 『Coin』（作詞：Duca、作曲・編曲：ANZIE）
- ゆらめく心に満ちた世界で、君の夢と欲望は叶うか (CUBE)
  - 『to the island』 (作詞 : Duca、作曲・編曲 : chokix)
- 想いを捧げる乙女のメロディー 〜あふれる想いを調べにのせて〜（ensemble）
  - 『未来のメロディー』（作詞：Duca、作曲・編曲：Nekusam）
  - 『カンタービレ♪』（作詞：Duca、作曲・編曲：lotta）
- アマカノ 〜Second Season〜＋（あざらしそふと）
  - 『深愛』（作詞：Duca、作曲・編曲：ANZIE）
  - 『雪の街 キミと Acoustic ver.』（作詞：Duca、作曲・編曲：ANZIE）

2018年
- ひとつ屋根の、ツバサの下で (Harmorise)
  - 『Little wing』(作詞：Duca、作曲・編曲：羽鳥風画)
- お嬢様は素直になれない 〜大好きをキミだけに〜
  - 『be with you』（作詞：Duca、作曲・編曲：東タカゴー）
  - 『Memories』（作詞：Duca、作曲・編曲：ANZIE）
- 勇者と魔王と、魔女のカフェ（MintCUBE）
  - 『one and indivisible』（作詞：Duca、作曲・編曲：東タカゴー）
  - 『Dear you』（作詞：Duca、作曲・編曲：ANZIE）
- 約束の夏、まほろばの夢（ういんどみる）
  - 『約束の夏』（作詞：天ヶ咲麗、作曲・編曲：橋咲透）
- 神待ちサナちゃん（Frill）
  - 『Innocent Desire』（作詞：白矢たつき、作曲・編曲：竹下智博）
- 恋はそっと咲く花のように（ensemble）
  - 『Bloom heart』（作詞：Duca、作曲・編曲：@Jin）
  - 『Ribbon』（作詞：Duca、作曲・編曲：ANZIE）
- ろけらぶ（フロントウイング）
  - 『Summer Amulet』（作詞：桑島由一、作曲・編曲：ANZIE）
- 出会って5分は俺のもの! 時間停止と不可避な運命（Hulotte）
  - 『Time is』（作詞：Duca、作曲・編曲：鈴木ぷよ）
  - 『Time for』（作詞：Duca、作曲・編曲：chokix）
- はるかどらいぶ（まふぃん）
  - 『はるかな空へ』（作詞：玉沢円、作曲・編曲：森まもる）
- 乙女が結ぶ月夜の煌めき（ensemble）
  - 『Ray』（作詞：Duca、作曲・編曲：ANZIE）

2019年
- 金色ラブリッチェ-Golden Time-（SAGA PLANETS）
  - 『Golden Route』（作詞：ウミガメ、作曲・編曲：天ヶ咲麗）
- 月の彼方で逢いましょう（tone work's）
  - 『月の彼方で逢いましょう』（作詞：丘野塔也、作曲・編曲：どんまる）
  - 『Sign』（作詞：丘野塔也、作曲・編曲：どんまる）
- レイルロアの略奪者（3rdEye）
  - 『レイリングクライ』（作詞・作曲：まもも）
- 僕の未来は、恋と課金と。 ～Charge To The Future～（Sonora）
  - 『LINK』（作詞：Duca、作曲・編曲：chokix）
  - 『side by side』（作詞：Duca、作曲・編曲：ANZIE）
- 恋はそっと咲く花のように ～二人は永遠に寄り添っていく～（ensemble）
  - 『鼓動』（作詞：Duca、作曲・編曲：@JIN）
  - 『eternal flower』（作詞：Duca、作曲・編曲：chokix）
- 乙女が結ぶ月夜の煌めき Fullmoon Days（ensemble）
  - 『月の輪郭』（作詞：Duca、作曲・編曲：@JIN）
  - 『Moonlit』（作詞：Duca、作曲：yozuca*、編曲：lotta）
- 同じクラスのアイドルさん。Around me is full by a celebrity. (Sonora)
  - 『Best of』（作詞：Duca、作曲・編曲：ANZIE）
  - 『赤い糸』（作詞：Duca、作曲・編曲：chokix）

2020年
- 俺の姿が、透明に!? 不可視の薬と数奇な運命（HULOTTE）
  - 『Clearly』（作詞：Duca、作曲・編曲：Nekusam）
  - 『Precious』（作詞：Duca、作曲・編曲：竹下智博）
- 神様のような君へ（CUBE）
  - 『new world』（作詞：Duca、作曲・編曲：Nekusam）
  - 『AI』（作詞：Duca、作曲・編曲：ANZIE）
- アマカノ2（あざらしそふと）
  - 『ずっとそばで...』（作詞：Duca、作曲・編曲：ANZIE）
  - 『coincidence』（作詞：Duca、作曲・編曲：ANZIE）
- Secret Agent～騎士学園の忍びなるもの～（ensemble）
  - 『Faces』（作詞：Duca、作曲・編曲：ANZIE）
  - 『shadow flower』（作詞：Duca、作曲・編曲：ANZIE）
- pieces/揺り籠のカナリア（Whirlpool）
  - 『カナリア』（作詞：橋咲透、作曲・編曲：天ヶ咲麗）
- 月の彼方で逢いましょう SweetSummerRainbow（tone work's）
  - 『Reiny Story』（作詞：白矢たつき、作曲・編曲：どんまる）
- シスターレッスン（ましゅまろそふと）
  - 『Love me do』（作詞：Rin、作曲・編曲：橋咲透）
- まいてつ Last Run!!（Lose）
  - 『リトルプリュム』（作詞：joru from STRIKERS、作曲・編曲：湊賀久 from STRIKERS）
- アインシュタインより愛を込めて（GLOVETY）
  - 『Answer』（作詞：新島夕、作曲・編曲：竹下智博）
- 響野さん家はエロゲ屋さん!（Sonora）
  - 『ススメ!』（作詞：Duca、作曲・編曲：竹下智博）
  - 『union』（作詞：Duca、作曲・編曲：鈴木ぷよ）
- ココロのカタチとイロとオト（HULOTTE ROI）
  - 『ココロのカタチとイロとオト』（作詞：Duca、作曲・編曲：ANZIE）

2021年
- Secret Agent影華～shadow flower～（ensemble）
  - 『影華』（作詞：Duca、作曲・編曲：ANZIE）
  - 『Shadow lights』（作詞：Duca、作曲・編曲：竹下智博）
- 俺の恋天使がポンコツすぎてコワ〜い。（HULOTTE）
  - 『Blessing day』（作詞：Duca、作曲・編曲：ANZIE）
- 星の乙女と六華の姉妹（ensemble）
  - 『Brightest star』（作詞：Duca、作曲・編曲：ANZIE）
- 海と雪のシアンブルー（CUBE）
  - 『Ordinary day』（作詞：Duca、作曲・編曲：竹下智博）
- ウチはもう、延期できない。（Sonora）
  - 『Journey』（作詞：Duca、作曲・編曲：Nekusam）

2022年
- ネコと女子寮せよ!（CUBE）
  - 『High five!』（作詞：Duca、作曲・編曲：鈴木ぷよ）
- 華は短し、踊れよ乙女（ensemble）
  - 『万華鏡』（作詞：Duca、作曲・編曲：ANZIE）
- アスカさんはなびかない（あざらしそふと）
  - 『See-cret』（作詞：Duca、作曲・編曲：鈴木ぷよ）

2023年
- アマカノ2＋（あざらしそふと）
  - 『Memoria』（作詞：Duca、作曲・編曲：ANZIE）
  - 『ナツツバキ』（作詞：Duca、作曲・編曲：ANZIE）
  - 『Happy ever after』（作詞：Duca、作曲・編曲：ANZIE）
- 俺の瞳で丸裸! 不可知な未来と視透かす運命（Hulotte）
  - 『if』（作詞：Duca、作曲・編曲：鈴木ぷよ）
- 乙女の剣と秘めごとコンチェルト（ensemble）
  - 『Sparkle』（作詞：Duca、作曲・編曲：竹下智博）

## 歌詞提供
2003年
- そこに海があって（mirage）
  - 『For You』（作詞：Duca、作曲：rino、編曲：長田直之、歌：rino）
  - 『Puzzle』（作詞：Duca、作曲：rino、編曲：安瀬聖、歌：rino）

2004年
- ホームメイド -Homemaid-（CIRCUS）
  - 『Cheer Up!』（作詞：Duca、作曲・編曲：黒須克彦、歌：橋本みゆき）
- 水月 〜迷心〜（F&C FC01/KID）
  - 『CRESCENT MOON』（作詞：Duca、作曲・編曲：安瀬聖、歌：riya）
- まじかる☆ている（ぱてぃしえ）
  - 『Magic Story』（作詞：Duca、作曲・編曲：安瀬聖、歌：ありさ）

2005年
- マビノ×スタイル（KID）
  - 『Girl's Be Cool!!』（作詞：Duca、作曲・編曲：東隆行、歌：渡辺明乃）
- らぶドル ～Lovely Idol～（Princess Soft）
  - 『笑顔へのプロローグ』（作詞：Duca、作曲・編曲：安瀬聖、歌：ピッコロ）
  - 『2人がいいよ』（作詞：Duca、作曲・編曲：安瀬聖、歌：COTTON CANDY）
  - 『メイドMade♥』（作詞：Duca、作曲・編曲：安瀬聖、歌：ショコラ）
- Milkyway3（Witch）
  - 『QUEEN OF QUEEN』（作詞：Duca、作曲・編曲：chokix、歌：新堂真弓）
  - 『夢をあきらめないで』（作詞：Duca、作曲・編曲：chokix、歌：新堂真弓）
- Gift 〜ギフト〜（MOONSTONE）
  - 『七色パレット』（作詞：Duca、作曲・編曲：太田雅友、歌：rino）
- 黎明のラヴェンデュラ（NOA）
  - 『Precious Angeric…』（作詞：Duca、作曲・編曲：安瀬聖、歌：UR@N）
- 速水奨『すべては僕からはじまった』
  - 『WILD LOVE～遥かなる想い～』（作詞：Duca、作曲：西田憲太郎、編曲：黒須克彦、歌：速水奨）

2007年
- おにいちゃんだぁいすき! 〜LOVE? or LIKE?〜（CUFFS）
  - 『夏休み』（作詞:Duca、作曲・編曲：安瀬聖、歌：麗華）

2008年
- 夢見白書（H℃）
  - 『夢幻の羽』（作詞:Duca、作曲・編曲：安瀬聖、歌：橋本みゆき）

2009年
- Canvas3 ～白銀のポートレート～（F&C FC01）
  - 『Candy girl』（作詞:Duca、作曲・編曲：東タカゴー、歌：加瀬愛奈）
- ハルカナソラ (Sphere)
  - 『Love Clover』（作詞：Duca、作曲・編曲：東タカゴー、歌：乃木坂初佳(遠野そよぎ)）
  - 『アリガト』（作詞：Duca、作曲・編曲：東タカゴー、歌：渚一葉(五行なずな)）

2010年
- se・きらら（native）
  - 『FLOWER』（作詞：Duca、作曲・編曲：黒須克彦、歌：瀬戸野蛍子）
  - 『VOICE』（作詞：Duca、作曲・編曲：黒須克彦、歌：瀬戸野蛍子）
- なないろ航路（JOURNEY）
  - 『七色の地図』（作詞：Duca、作曲：俊龍、編曲：三宅博文、歌：UR@N）
  - 『シアワセ♪』（作詞：Duca、作曲：俊龍、編曲：岡ナオキ、歌：UR@N）
  - 『Song for...』（作詞：Duca、作曲・編曲：東タカゴー、歌：七海遥（CV：海原エレナ））

2011年
- With Ribbon（HULOTTE）
  - 『Honey』（作詞：Duca、作曲・編曲：東タカゴー、歌：穂坂陽奈（CV：波奈束風景））
  - 『Door 〜扉の向こう〜』（作詞：Duca、作曲・編曲：東タカゴー、歌：日向はるか（CV：遥そら））
  - 『ひたむきGirl』（作詞：Duca、作曲・編曲：増谷賢、歌：手塚ゆみみ（CV：木阿武莉砂））
  - 『Myself』（作詞：Duca、作曲・編曲：戸田章世、歌：高見澤沙蘭（CV：笹野葉月））
  - 『Do my best!』（作詞：Duca、作曲・編曲：増谷賢、歌：槇喜屋澄香（CV：飛沢蘭子））
  - 『ヒトリゴト』（作詞：Duca、作曲・編曲：戸田章世、歌：槇喜屋華澄（CV：澤田なつ））

2017年
- 人気声優のつくりかた（MintCUBE）
  - 『虹色ミライ』（作詞:Duca、作曲・編曲：chokix、歌：遥そら）
- ゆらめく心に満ちた世界で、君の夢と欲望は叶うか（CUBE）
  - 『未来予報』（作詞:Duca、作曲・編曲：chokix、歌：Rin'ca）
- Rita『MANA』
  - 『MANA－あの日、見つけた煌めきは－』（作詞:Rita、作曲：Duca、編曲：東タカゴー、歌：Rita）

2019年
- アイベヤ（あざらしそふと）
  - 『5センチ』（作詞:Duca、作曲・編曲：ANZIE、歌：Rin'ca）
- アマカノ（あざらしそふと）
  - 『優しい熱』（作詞:Duca、作曲・編曲：ANZIE、歌：高社紗雪(CV.木村あやか)）
  - 『masquerade』（作詞:Duca、作曲・編曲：Nekusam、歌：上林聖(cv.真中海)）
  - 『heart tail』（作詞:Duca、作曲・編曲：Nekusam、歌：星川こはる(cv.秋野花)）

2020年
- 俺の姿が、透明に!? 不可視の薬と数奇な運命（Hulotte）
  - 『電脳美少女チトセちゃん』（作詞:Duca、作曲・編曲：Nekusam、歌：葛ノ葉チトセ(金丸芽衣子)）
- アマカノ 〜Second Season〜（あざらしそふと）
  - 『愛しい日々』（作詞:Duca、作曲・編曲：ANZIE、歌：一ノ瀬穂波(cv.波奈束風景)）
  - 『恋の月』（作詞:Duca、作曲・編曲：Nekusam、歌：沓野奏(cv.桃山いおん)）
  - 『コイハナ』（作詞:Duca、作曲・編曲：chokix、歌：高社雪静(cv.松田理沙)）
  - 『Anemone』（作詞:Duca、作曲・編曲：Nekusam、歌：硯川・e・涙香(cv.一色ヒカル)）
- アインシュタインより愛を込めて（GLOVETY）
  - 『願い星』（作詞:Duca、作曲・編曲：竹下智博、歌：Luna）
- アイベヤ2 （あざらしそふと）
  - 『fringe』（作詞:Duca、作曲・編曲：ANZIE、歌：Rin'ca）

2021年
- 俺の恋天使がポンコツすぎてコワ～い。（Hulotte）
  - 『Love note』（作詞:Duca、作曲・編曲：鈴木ぷよ、歌：恋見エイル(はちみつこ)）
- ウチはもう、延期できない。（Sonora）
  - 『延期できない！』（作詞:Duca、作曲・編曲：鈴木ぷよ、歌：立花萌音(宮村未来)）
- 南條愛乃『Merry』
  - 『MERRY』（作詞:Duca、作曲：叶人・ART NECO、編曲：川口ケイ・美孔、歌：南條愛乃）

2022年
- 神様のような君へ Extended Edition（CUBE）
  - 『ハレルヤ!』（作詞:Duca、作曲・編曲：Nekusam、歌：朝倉霧香(明羽杏子)）
- アマカノ2（あざらしそふと）
  - 『鍵』（作詞:Duca、作曲・編曲：ANZIE、歌：黒姫結灯(CV:明羽杏子)）
  - 『Cotton candy』（作詞:Duca、作曲・編曲：chokix、歌：氷見山玲(CV:神代岬)）
  - 『Dolce』（作詞:Duca、作曲・編曲：Nekusam、歌：蔦町ちとせ(CV:歩サラ)）
- ネコと女子寮せよ（CUBE）
  - 『キミ色』（作詞:Duca、作曲・編曲：Nekusam、歌：八坂かのん(明羽杏子)）

- 遥そら『Universe』
  - 『Brand-new!』（作詞:Duca、作曲・編曲：Nekusam、歌：遥そら）
- 夏ノ終熄（CUBE）
  - 『悪戯』（作詞:Duca、作曲・編曲：鈴木ぷよ、歌：癒月）

2023年
- 俺の瞳で丸裸! 不可知な未来と視透かす運命（Hulotte）
  - 『X-ray』（作詞:Duca、作曲・編曲：ANZIE、歌：リュシイ・ステラ・エカルラート(明羽杏子)）
- 恋し彩る正義爛漫（CUBE）
  - 『HERO』（作詞:Duca、作曲・編曲：鈴木ぷよ、歌：白河美栗(春野美波)）
- アマカノ2+（あざらしそふと）
  - 『Lemon soda』（作詞:Duca、作曲・編曲：鈴木ぷよ、歌：咲來（游木凛々））

## ライブ
| 公演日                    | 公演名                                                  | 会場                           |
| ------------------------- | ------------------------------------------------------- | ------------------------------ |
| 2013年4月6日              | Duca LiveAlive Forever                                  | shibuya duo MUSIC EXCHANGE     |
| 2014年11月29日            | Duca LiveAlive ever after                               | 新宿BLAZE                      |
| 2016年3月20日             | Duca LiveALive reincarnation                            | TSUTAYA O-EAST                 |
| 2017年5月7日              | Duca LiveALive one's future                             | なかのZERO 大ホール            |
| 2017年10月21日            | Duca LiveALive one's future ～Acoustic night～          | 京都FANJ                       |
| 2018年6月9日              | Duca LiveALive Regression (東京公演)                    | なかのZERO 大ホール            |
| 2018年6月16日             | Duca LiveALive Regression (大阪公演)                    | Banana Hall                    |
| 2018年12月1日             | Duca 15th Anniversary Special Event                     | 新横浜strage                   |
| 2019年1月6日              | Duca LiveAlive Regression 〜Acoustic night〜 (東京公演) | 新宿ReNY                       |
| 2019年1月19日             | Duca LiveAlive Regression 〜Acoustic night〜 (仙台公演) | 仙台darwin                     |
| 2019年10月19日            | Duca Live 2019 ～mellow fellow～ (大阪公演)             | Banana Hall                    |
| 2019年11月2日             | Duca Live 2019 ～mellow fellow～ (東京公演)             | 一ツ橋ホール                   |
| 2022年1月15日、22日、29日 | Duca LIVE 2022 添歌                                     | オーキッド ミュージック サロン |